# Blood Stain Child
Blood Stain Child är ett melodisk death metal-band från Osaka, Japan. Bandet bildades 1999 under namnet Visionquest men bytte år 2000 till det nuvarande. Debutalbumet Silence of Northern Hell gavs ut 2002. I början var bandet starkt influerade av Children Of Bodom och kombinerade melodisk death metal med power metal och symfonisk metal. Men från och med tredje studioalbumet Idolator utvecklades musiken till en mer Dark Tranquillity eller In Flames-orienterad melodisk death metal med starka inslag av electroindustri och trance.

## Medlemmar
Nuvarande medlemmar
- Yakky – basgitarr (2016– )
- Ryu Kuriyama – gitarr (1999– )
- G.S.R – gitarr (2007– )
- Aki – keyboard, synthesizer, elektronik (1999–, endast studiomedlem sedan 2013)
- Sadew – sång (2007–2010, 2018–)
- Yasu – trummor (2018– )

Tidigare medlemmar
- Ryo – basgitarr, sång, growl (1999, 2000–2016, live 2018)
- Kiki – sång (2012–2016)
- Violator – trummor (1999–2010)
- Daiki – gitarr (1999–2005)
- Shiromasa – gitarr (2005–2007)
- Sophia – sång (2010–2012)
- Makoto – DJ, VJ  (2013–2014)
- Gami – trummor (2010–2018)
- Saika – sång (2016–2018)

## Diskografi
Demoinspelningar
- Demo 2000 (2000)
- The World (2001)

Singlar
- "Last Stardust" (2014)
- "Nexus" (2016)
- "Parallel Planet Vol.1 (The Another Story Of NEXUS)" (2016)
- "Tri Odyssey" (2017)
- "Trance Dead Kingdom" (2017)
- "Gaia Evolution" (2017)
- "Del-Sol" (2019)
- "3+6+9" (2019)
- "Earth" (2019)
- "2045" (2021)

Studioalbum
- Silence of Northern Hell (2002)
- Mystic Your Heart (2003)
- Idolator (2005)
- Mozaiq (2007)
- εpsilon (2011)
- The Legend (2018)
- Amateras (2019)
- Cyberia (2024)
- Metalia (2024)

EP
- Fruity Beats (2007)
- Fruity Beats 2 (2008)
- Fruity Beats 3 (2008)
- Fruity Beats 4 (2009)
- Fruity Beats 5 (2009)
- Fruity Beats 6 (2010)
- Tri Oddysey (2017)

Musikvideor
- "Silence of Northern Hell" (från Silence of Northern Hell)
- "Truth" (från Idolator)
- "Freedom" (från Mozaiq)
- "Last Stardust" (från promo-singeln med samma namn)
- "Nexus" (från promo-singeln med samma namn)
- "Tri Oddysey" (från EP:n med samma namn)
- "Trance Dead Kingdom" (från Tri Oddysey)
- "Gaia Evolution" (från Tri Oddysey)
- "Kamui" (från The Legend)
- "Del-sol" (från Amateras)
- "皇～sumeragi～" (från Amateras)
- Quintessa (från Metalia)
- Unreal World (Cyberia)